# Comuna Starosillea, Velîka Oleksandrivka
Starosillea (în ucraineană Старосілля) este o comună în raionul Velîka Oleksandrivka, regiunea Herson, Ucraina, formată din satele Dovhove, Kameane, Șostakove și Starosillea (reședința).

## Demografie
Componența lingvistică a comunei Starosillea
     Ucraineană (96,99%)
     Rusă (2,71%)
     Alte limbi (0,3%)
Conform recensământului din 2001, majoritatea populației comunei Starosillea era vorbitoare de ucraineană (96,99%), existând în minoritate și vorbitori de rusă (2,71%).